# 密驼路
密驼路（英語：Middle Road）是一条沿新加坡中區的市中心和梧槽规划区的道路，由其与实里基路（Selegie Road）交界处起，至其与尼誥大道交界处止。密驼路在早期的新加坡就已经存在，于1836年出现在乔治·德鲁姆古尔·哥里门绘制的新加坡地图（Map of Singapore）上。密驼路附近的地区是海南民系移民社区最初的定居点，这个社区因其在新加坡餐饮史上的积极作用而闻名。从19世纪末到二战期间，密驼路、海南街（Hylam Street）和马来街（Malay Street）周围的地区，也是一片繁华的日本飞地，因唐行小姐妓院和日本移民经营的传统商店而闻名。

## 词源
在英文中是“中间的”的意思。一名，是因为这条路以前在杰克逊计划中是一条分界线。该计划是英国殖民政府的城市规划计划，将市政区与新加坡的少数民族聚居区分开。1822年的计划中关于欧洲人区（European Town）的规划由东北和西南方向的四条平行道路和一条主要的相交道路组成。这条相交的“中间”道路就是今天的密驼路。由于越来越多的中国移民在欧洲人区附近定居，欧洲人迁出了该地区，居住在更内陆的地方。

## 历史

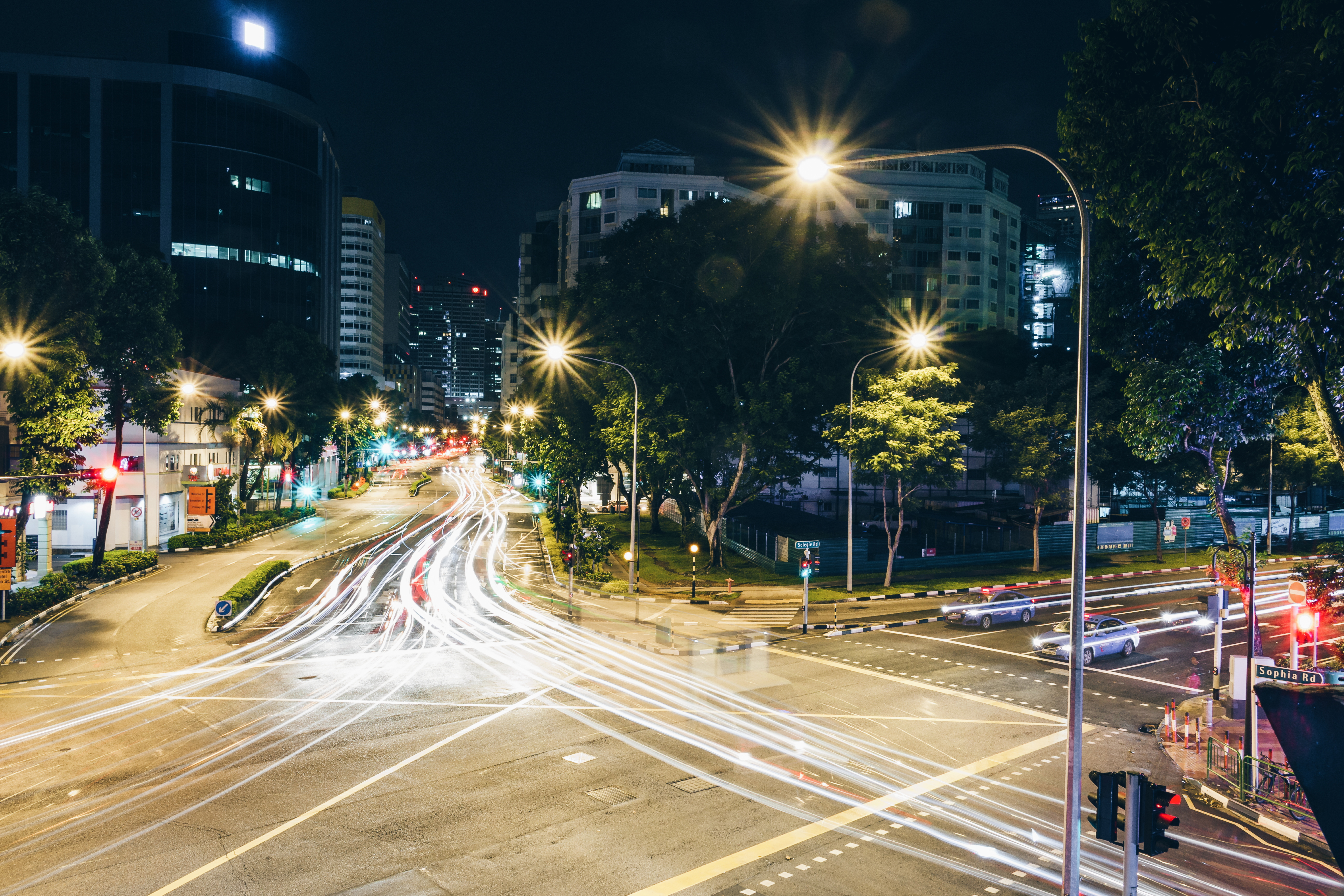
密驼路起点处（实里基路）路口的灯光轨迹

### 海南人社区和飞地
在密驼路地区的汉语方言群体中，海南人居多。它的飞地毗邻欧洲人的教堂、军营和莱佛士酒店，从海滩路的海滨向西延伸到桥北路。与这两条路垂直的三条街道，即现在的密驼路、巴米士街（Purvis Street）和佘街（Seah Street），分别被海南人和其他华人社区的人称为海南一街（Hainan First Street）、海南二街和海南三街。
据记载，第一个从海南来的定居者叫林崇仁（Lim Chong Jin），他于1841年到达新加坡。至1881年，当地华人有8319人，其中海南人占10%。在当地，海南人主要从事与服务业相关的行业，如经营粮食店、船舶用品销售和汇款服务、酒店和咖啡店。餐饮业为他们带来了较大的区域知名度。1915年，莱佛士酒店的海南籍酒保严崇文（Ngiam Tong Boon）调制了一种名为新加坡司令的鸡尾酒。在现在的密驼路51号至53号（现已拆除）和巴米士街，王义元（Wong Yi Guan）率先开始在新加坡售卖海南鸡饭。他的徒弟莫履瑞（Moh Lee Twee）在新加坡因生活无着落，便以卖文昌鸡和鸡饭为生，海南鸡饭热由此在新加坡兴起。后来，他在密驼路开设餐厅“瑞记鸡饭”（Swee Kee Chicken Rice），新加坡人又对莫履瑞的鸡饭进行改良，最终使海南鸡饭成为新加坡名菜。
琼州天后宫（Kheng Chiu Tin Hou Kong）和琼州会馆（Kheng Chiu Hwee Kuan）创立于1854年（一说1857年），主神为妈祖，拥有大量珍贵的文物，如名人所书写的对联等。原址在马拉峇街（Malabar Street）6号，后来“琼州天后宫公司”集资在密驼路和美芝路（Beach Road）的交叉口购置新宫址，并于1887年（一说1878年）竣工。1962年至1963年，7层楼的“琼州大厦”（Kheng Chiu Building）在天后宫前兴建，并于1963年4月7日投用。该大厦不但是会馆与天后宫的活动场所，也提供办公室出租。1994年9月16日，琼州会馆更名为新加坡海南会馆（Singapore Hainan Hwee Kuan）。
除了会馆和寺庙，还有约21个小宗族协会分布在佘街附近的三条连接街道上，这些小宗族协会不仅按照海南岛的原籍地区来划分，而且还与各自的宗族姓氏存在联系。海南街（Hylam Street，为闽语“海南”的音译）则以早期居住在马拉峇街的海南移民命名。另外在1900年代，早期海南人社区就已经搬到美芝路地区，以对附近的海滨和码头设施加以利用。后来，附近的日本人社区接管了它，故这条街也被称为“日本街”（Japan Street）。

### 日本社区和飞地

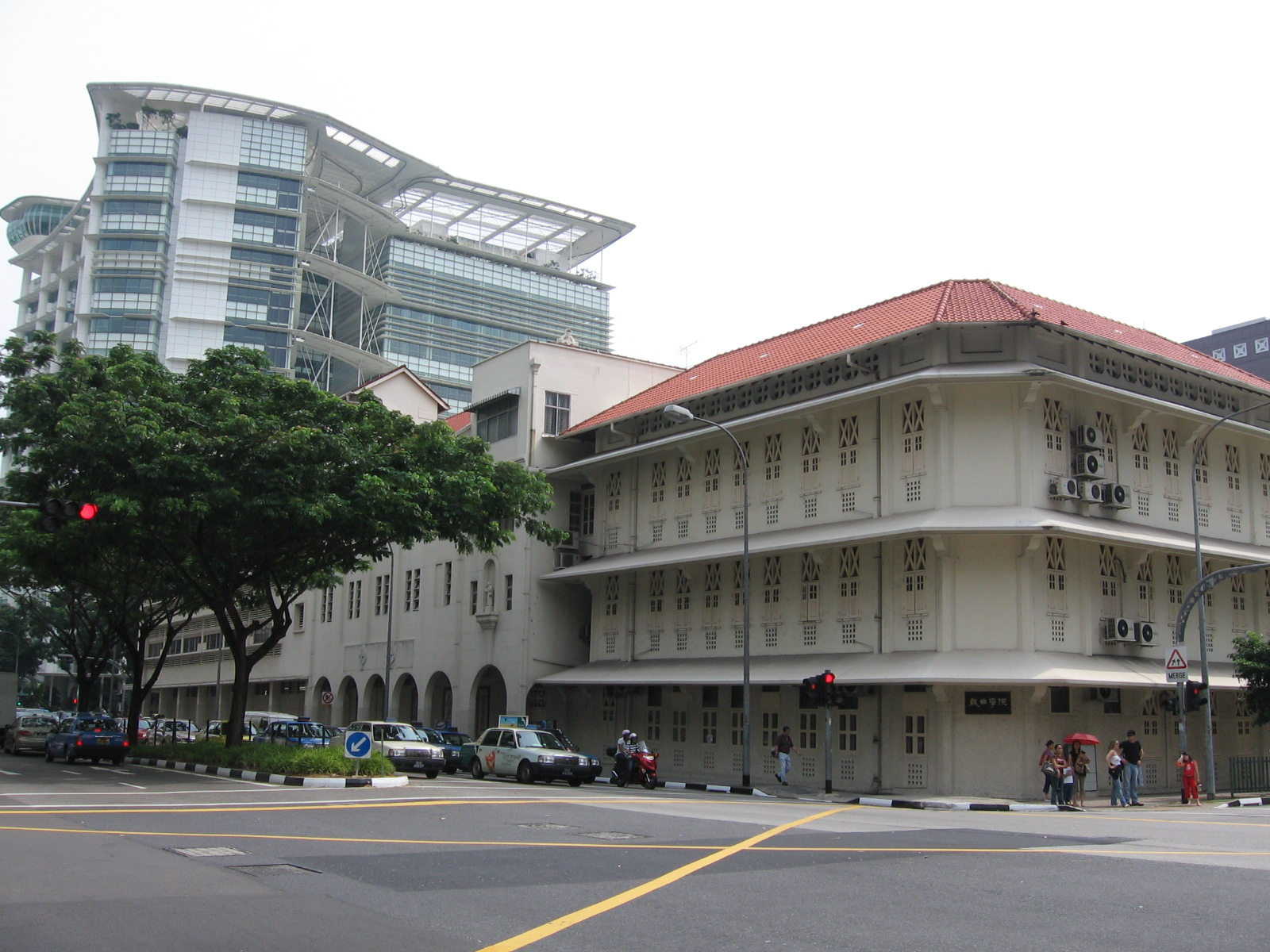
密驼路与奎因街交界一角；前方为旧圣安多尼学校（现国家设计中心），后方为国家图书馆

第一个移民到新加坡的日本居民是山本音吉，他于1862年移民至此，1867年在这里去世。他的遗体后来被重新安葬在后港的日本人墓地公園。19世纪60年代，第一位日本女移民和她的中国丈夫开了一家杂货店。1894年，日本人把人力车带入新加坡，并于1903年建成了金吉力沙人力车站，它位于尼路（Neil Road）和丹戎巴葛路（Tanjong Pagar Road）的交界处。日本人建立了各种日本商店和公司，社区人数在20世纪初大幅增加到6950人。

### 唐行小姐
日本在新加坡飞地的开发，与新加坡河以东沿海南街、马拉峇街、马来街和武吉士街（Bugis Street）于19世纪90年代后期开设的妓院有一定的关系。唐行小姐们把马来街称为“ suteretsu”，这是英文单词（街道）的音译。1910年，一位日本记者在九州地方报纸《福冈日日新闻》上描述了这样的景象：
|  | 大约九点钟时候，我去了声名狼藉的马来街。这些建筑物都是西式建筑，外墙都漆成了蓝色。阳台下挂着写着1、2、3等数字的红色煤气灯，还有柳条椅放在灯笼下面。成百上千的日本年轻女孩坐在椅子上，呼唤路人，有说有笑……她们大多身着色彩鲜艳的浴衣……大多数是20岁以下的年轻女孩。我从酒店的一位女服务员那里了解到，这些女孩大多来自九州的岛原和天草…… |

随着妓院的蓬勃发展，开始有商人、店主、医生和银行业者移民至此。当时这个国家尚不具有作为现代工业化国家的全球竞争力，而这些移民的到来，在一定程度上对经济起到了提振作用。随着1920年新加坡禁止卖淫，这些行业取代了妓院的“业务”。
到1926年，新加坡的日本人社区已经占领了基本由布连拾街（Prinsep Street）、梧槽路（Rochor Road）、桥北路和密驼路连接起来的区域，在海南人社区和其他飞地旁边。密驼路在日本人社区内部被称为，即“中央街”。
密驼路在日本人于该地区的全盛时期，一度成为日本布料商店越后屋的代名词。该店出售高品质的纺织品给客户。

### 转让
第二次世界大战结束后，日本人被遣返回国。在随后的四年中，日本人不得进入新加坡。
在1965年新加坡独立之前的这段时间里，战前日本人飞地的历史被避而不谈，从而不让新加坡人回忆起在二战期间“取代”了战前日本人社群的日本军人。20世纪80年代末，这块飞地破败不堪，许多商店房屋被拆除。

## 过去的地标
原新娱乐戏院（Alhambra Cinema）位于美芝路和密驼路的交界处，毗邻该地区的另一个地标性建筑——曼舞罗戏院（Marlborough Cinema）。电影院于1907年由电影业先驱陳慶直（Tan Cheng Kee）建成。它是20世纪30年代早期当地最先进的电影院之一，也是新加坡第一个配有空调的电影院。由于邻近大海，海南人为新娱乐戏院改了一个别名“海墘”（Hai Kee，海南话中“海边”的意思）。20世纪70年代，为了兴建邵氏大厦，电影院最终被拆除。